# Nasco di Cagliari secco
Il Nasco di Cagliari secco è un vino DOC la cui produzione è consentita nelle province di Cagliari e Oristano.

## Caratteristiche organolettiche
- colore: dal giallo paglierino al giallo dorato.
- odore: delicato con leggero aroma di uva.
- sapore: gradevole, con punta lievemente amarognola, caratteristica.

## Produzione
Provincia, stagione, volume in ettolitri
- nessun dato disponibile